# Hereford and Worcester

Hereford and Worcester, nell'Inghilterra occidentale è stata per pochi anni una delle 39 contee del paese. È stata una contea amministrativa dal 1974 al 1998, quando sono state stabilite le contee dell'Herefordshire e Worcestershire. Il suo capoluogo era Worcester.